# Erich Rebitzer

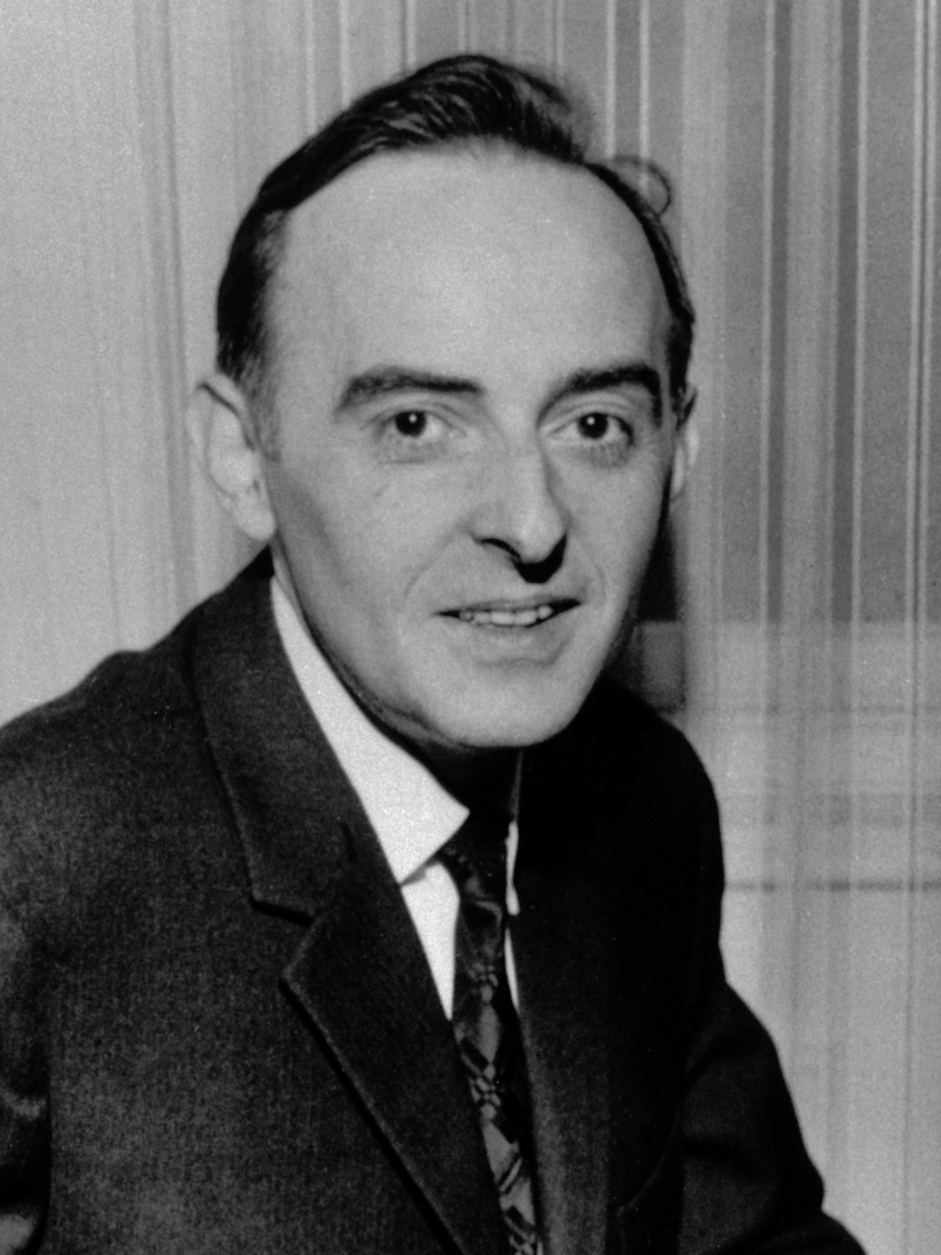
Erich Rebitzer (1966)

Erich Rebitzer war in den 1950ern Opfer eines österreichischen Justizirrtums.

## Leben
Erich Rebitzer lebte mit seiner geschiedenen Mutter im Haus des Müllers Fochler und dessen Schwester in Göllersdorf im Bezirk Hollabrunn in Niederösterreich. Seine Mutter und er hofften insgeheim, „später die Mühle übernehmen zu können, da Fochlers eigener Sohn Junggeselle war“. Unerwartet heiratete der Sohn Fochler
„doch ein armes Mädchen, dessen Eifersucht Frau Rebitzer und ihren Sohn von der Mühle vertrieb. Am 23. Februar 1948 fand man das [junge] Ehepaar Fochler und seinen zweijährigen Sohn erschossen in ihren Betten. Der Revolver des Mannes lag neben dem Bett. Der Polizist Rath wusste zwar von Fochlers Schwarzhandelsgeschäften mit Russen, die er geduldet hatte, lenkte aber nun den Verdacht auf Frau Rebitzer und ihren Sohn, weil diese ein Motiv hatten. Erich war irgendwie zu Geld gekommen und gestand in der Meinung, die Mutter habe bereits gestanden, den Mord ein, um die Mutter zu schützen. Er widerrief aber sofort wieder. Kurz vor dem Urteil wurden nun in einer Wiener Telefonzelle Fotos gefunden, die die Ermordeten in ähnlicher Lage zeigten, wie die Aufnahmen des Polizisten Rath, aber der Wecker auf dem Nachttisch zeigte eine andere Zeit als diejenige, die von der Anklage als Mordzeit angenommen worden war. Erich Rebitzer wurde trotzdem zu lebenslänglich verurteilt, worauf die Frau des Polizisten Rath Selbstmord beging und in einem Brief hinterliess, sie wolle nicht Mitwisserin eines Verbrechens bleiben.“
Rebitzer wurde 1951 wegen vermeintlichen dreifachen Mordes zu einer lebenslänglichen Freiheitsstrafe verurteilt. Er verbrachte 17 Jahre in der Strafanstalt Stein bei Krems, bis Gustaf Adolf Neumann nach jahrelangen Bemühungen schließlich 1966 seine Freilassung bewirkte. Rebitzers Antrag auf Entschädigung wegen Verletzung der Unschuldsvermutung nach Art. 6 Abs. 2 EMRK wurde von offizieller Seite abgewiesen mit der Begründung, er hätte den nach wie vor bestehenden Verdacht nicht zu entkräften vermocht.